# Тумбс, Роберт
Роберт Огастас Тумбс (англ. Robert Augustus Toombs; 2 июля 1810, округ Уилкс, Джорджия, США — 15 декабря 1885, Вашингтон, округ Уилкс, Джорджия, США) — политический деятель Соединенных Штатов Америки и Конфедеративных Штатов Америки, сенатор от Демократической партии из Джорджии, один из отцов-основателей Конфедерации, её первый государственный секретарь, генерал армии конфедератов в период Гражданской войны в США.

## Ранние годы
Родился в 1810 г. в 40 милях от городка Афины в штате Джорджия, в семье плантатора-рабовладельца майора Роберта Тумбса и Катарины Хьюлинг-Тумбс. Отец умер, когда Роберту исполнилось пять лет. В 1824 г. Тумбс поступил во Франклин-колледж одного из старейших американских высших учебных заведений — Университета Джорджии, где состоял в Демосфеновском литературном обществе, которое по сей день числит его среди наиболее известных своих участников. В 1827 г. Тумбс был исключён из колледжа вследствие неприятного эпизода, связанного с азартной игрой в карты, после чего поступил в Юнион-колледж (Скенектади, штат Нью-Йорк) и окончил его в 1828 г. со степенью бакалавра искусств. В 1829 г. поступил на юридический факультет университета Вирджинии в г. Шарлотсвилл, а к марту 1830 г. уже получил лицензию коллегии адвокатов округа Элберт, штат Джорджия. Осенью 1830 г. женился на Джулии Энн Дюбоуз, впоследствии у супругов было трое детей. В 1830—1837 годах Тумбс занимался адвокатской практикой в нескольких округах штата Джорджия, познакомившись в этот период с будущими видными политиками Джорджии: Чарльзом Дженкинсом, Джозефом Лампкином, Уильямом Доусоном, Хоуэллом Коббом и своим лучшим другом Александром Стивенсом.

## Политическая карьера: долгий путь к Конфедерации
В 1837—1843 годах с перерывами Тумбс состоял членом Палаты представителей Генеральной ассамблеи Джорджии — законодательного собрания штата в г. Милледжвилл, где стал известен как специалист в финансовом законодательстве. Большую часть времени он по-прежнему посвящал адвокатской практике, поскольку сессии ассамблеи проводились раз в год.
В 1844 году, будучи членом Партии вигов, был впервые избран в Палату представителей Конгресса США, затем переизбирался в 1846, 1848 и 1850 годах. К 1850 году он получил известность яростного борца за права штатов и начал говорить о гипотетической возможности выхода штатов из состава США, но оставался в этом отношении умеренным политиком. В наиболее известном выступлении этого периода, так называемой «Гамилькаровской речи», которая немало способствовала популярности Тумбса на Юге, говоря о неправомочности вмешательства федеральных властей в компетенцию штатов и о праве Юга на новые территории, он заявил:

Лишите нас этого права и присвойте эту общественную собственность себе — тогда это ваше правительство, не моё. Тогда я — его враг, и тогда я, если смогу, поведу моих детей и моих избирателей к алтарю свободы, и, подобно Гамилькару, я смогу поклясться в их вечной враждебности к вашему нечистоплотному господству. Дайте нам наши права, и мы будем готовы, как были всегда готовы до сих пор, стоять за Союз, за каждую его часть, за каждый его интерес. Откажите мне в этом праве, и ради него я стану бороться за независимость.
Оригинальный текст (англ.)– Deprive us of this right and appropriate this common property to yourselves, it is then your government, not mine. Then I am its enemy, and I will then, if I can, bring my children and my constituents to the altar of liberty, and like Hamilcar I would swear them to eternal hostility to your foul domination. Give us our just rights, and we are ready, as ever heretofore, to stand by the Union, every part of it, and its every interest. Refuse it and for one I will strike for independence.
— People Server at University of North Carolina Wilmington
В середине 1840-х годов на повестку дня встал вопрос аннексии Техаса, в котором Тумбс занимал сложную позицию: он поддерживал проект в принципе, но не допускал присоединения к США земель между реками Нуэсес и Рио-Гранде, поскольку это были спорные территории между Техасом и Мексикой, присоединение которых могло повлечь за собой войну с южным соседом. В 1845 году аннексия территорий вплоть до Рио-Гранде состоялась, в 1846 году война с Мексикой началась, и Тумбс оставался противником аннексии территорий между реками Нуэсес и Рио-Гранде. В 1846—1848 годах член палаты представителей Дэвид Уилмот  выдвинул так называемое «условие Уилмота», согласно которому рабство запрещалось на всех территориях, полученных США в ходе Мексиканской войны. Инициатива была отрицательно встречена на Юге, дважды получила одобрение Палаты представителей, но оба раза была отвергнута Сенатом. В тот же период возникло противостояние Севера с Югом по вопросу предоставления статуса штата Калифорнии, поскольку 30 существующих на тот момент штатов делились поровну на свободные и рабовладельческие, и проблема приёма нового штата в состав США в качестве свободного или рабовладельческого штата приобретала огромное значение. В 1849 году Тумбс выступил по вопросу присоединения Калифорнии против своих однопартийцев вигов, представлявших северные штаты и поддерживавших идею принятия Калифорнии в качестве свободного штата, в связи с нежеланием президента Закари Тэйлора (также члена партии вигов) гарантировать отказ администрации от «условия Уилмота».
В 1846 году Тумбс выступил против «тарифа Уокера» (en:Walker tariff), снижавшего импортные пошлины США, установленные в 1842 году администрацией вигов (так называемый «чёрный тариф», en:Tariff of 1842).
Тумбс отверг решения Нэшвиллского конвента 3-11 июня 1850 года (en:Nashville Convention), на котором представители рабовладельческих штатов вырабатывали общие контрмеры в случае запрета федеральными властями рабства на новых территориях США. Тем не менее, Тумбс поддержал в Палате представителей Компромисс 1850 года, предложенный сенатором Генри Клеем для примирения южных и северных штатов, а также участвовал в подготовке так называемой «платформы Джорджии» (en:Georgia Platform) — резолюции конвента Джорджии, признававшей любые дальнейшие ограничения прав Юга недопустимыми. Он также принял участие в формировании Партии конституционного союза (Constitutional Union Party), задуманной в качестве компромиссной политической структуры для консерваторов, недовольных вигами, но не готовых поддержать демократов, настроенных на сецессию.
Баллотируясь от этой партии, в 1852 году Тумбс прошёл в Сенат США. В 1854 году он поддержал закон Канзас-Небраска, дававший жителям новых штатов право самостоятельно решать вопрос о легализации рабства на их территории. В 1858 году он выступал за билль Инглиша (en:English Bill), согласно которому Канзас получал миллионы акров общественных земель при условии принятия рабовладельческой Лекомптонской конституции (en:Lecompton Constitution).
В литературе встречается утверждение, что Тумбс перешёл в Демократическую партию после развала Партии конституционного союза, которая прекратила существование в 1860 году, но из документов Сената США следует, что в 1855—1856 годах Тумбс уже состоял членом Комитета по делам юстиции Сената США в качестве представителя демократов; на специальной сессии 36-го Конгресса в марте 1859 г. Тумбс был избран в состав Комитета по финансам и единой национальной валюте Сената США. Только после победы Авраама Линкольна на президентских выборах и провала «компромисса Криттендена» (en:Crittenden Compromise), предполагавшего проведение шести поправок к Конституции и четырёх резолюций Конгресса с целью запретить рабовладение на новых территориях США при сохранении его в южных штатах, а также подтвердить права беглых рабов и ограничить работорговлю, Тумбс начал публично выступать за выход южных штатов из США.
7 января 1861 года он последний раз выступил с речью в Сенате США, объявив о своем выходе из этого органа, в которой следующим образом описал отношение своих единомышленников в Джорджии к возможной войне:

Они говорят, и говорят твёрдо. Вот наша позиция: мы не хотим никакого равенства негров, никакого гражданства для негров; мы не хотим, чтобы ублюдочная раса ухудшала нашу собственную; и как один человек они встретят вас на границе с саблей в одной руке, и с факелом — в другой. Они погонят вас от наших границ и заставят вас ступать по мрачным руинам нашей прекрасной земли.
Оригинальный текст (англ.)– They say, and well say:  This is our question; we want no negro equality, no negro citizenship; we want no mongrel race to degrade our own; and as one man they would meet you on the border with the sword in one hand and the torch in the other. They would drive you from our borders, and make you walk over the blighted ruins of our fair land.
— Occidental Dissent: Robert Toombs’ Farewell Speech
В документах Сената США датой выхода Тумбса значится 4 февраля 1861 года, 14 марта 1861 года Сенат объявил место вакантным (то есть официально исключил Тумбса из числа сенаторов).

## Политик Конфедерации
16 января 1861 года в Милледжвилле начался конвент Джорджии по вопросу суверенитета, в котором Тумбс принял участие и 17 января 1861 года вместе с большинством проголосовал за выход штата из состава США. 31 января 1861 года делегаты подписали акт на открытом воздухе перед зданием местного Капитолия. Тумбс был единогласно избран депутатом от Джорджии на Временный Конгресс Конфедеративных Штатов Америки в Монтгомери (Алабама), начавший работу 4 февраля 1861 года с участием сорока двух депутатов от шести отделившихся штатов.
8 февраля 1861 года Тумбс в числе других уполномоченных представителей штатов поставил свою подпись под текстом временной конституции Конфедерации, действовавшей до принятия 11 марта 1861 года постоянной Конституции. В тексте постоянной Конституции Конфедерации также нашли отражение некоторые предложения Тумбса, касавшиеся порядка начисления государственных пособий, выплаты компенсаций бюджетным подрядчикам, а также процедуры заслушивания в Конгрессе приглашённых на заседание представителей исполнительных структур.
Кандидатура Тумбса на пост временного президента Конфедеративных Штатов Америки получила значительную поддержку, но 9 февраля 1861 года, после внезапного выдвижения представителями четырёх штатов кандидатуры отсутствовавшего на конгрессе Джефферсона Дэвиса, Тумбс также её поддержал и даже предложил кандидатуру своего друга Александра Стивенса на пост временного вице-президента, чем окончательно уничтожил свои шансы на выборах постоянного президента 6 ноября 1861 года, оставив Дэвиса без соперников. Впоследствии он занял место председателя Финансового комитета Временного конгресса, а 25 февраля 1861 года стал государственным секретарём в кабинете президента Дэвиса, сохранив за собой место во Временном конгрессе. Тумбс резко выступал против проведения наступательных действий в отношении федеральных фортов во избежание фатальных для Юга военных последствий, а также сумел установить хорошие отношения с европейскими странами, добившись для Конфедерации возможности развивать внешнюю торговлю и создавать военно-морской флот.
Временный конгресс поручил президенту Дэвису направить в Вашингтон делегацию из трёх человек для ведения переговоров с правительством США на предмет заключения договора о дружбе. Президент назначил в эту делегацию А. Б. Романа, Мартина Дж. Кроуфорда (M. J. Crawford) и Джона Форсайта, Тумбс подготовил соответствующие инструкции, уже 25 февраля 1861 года делегация отправилась по месту назначения. Вплоть до середины апреля переговорщики Конфедерации безуспешно пытались добиться приёма у федерального госсекретаря Уильяма Сьюарда, постоянно ведя переписку с Тумбсом. Так и не добившись признания в качестве стороны переговоров, делегация вернулась на Юг. Аналогичные комиссии были направлены в Европу, Мексику и Вест-Индию; частично их переписка с Робертом Тумбсом опубликована. Такие же усилия предпринимались Государственным департаментом Конфедерации в отношении штатов так называемого «Верхнего Юга», которые было необходимо склонить к союзу с Конфедерацией, но война разразилась прежде, чем в этом направлении были достигнуты успехи.

## Гражданская война
Когда началась война, Тумбс оставил гражданскую службу и вступил в армию Конфедерации. 19 июля 1861 года, сразу после первого сражения при Булл-Ран, ему присвоили звание бригадного генерала. Он командовал бригадой в дивизии Густавуса Смита (до апреля 1862), затем — в дивизии Дэвида Джонса. Бригада состояла из 1-го, 15-го, 17-го и 20-го джорджианских полков. Его первым испытанием стало сражение при Йорктауне, где он фактически командовал дивизией из двух бригад: своей (2357 чел.) и генерала Пола Семса (2342 чел).
1 июля 1862 года во время сражения при Малверн-Хилл, генерал Дэниель Хилл послал бригаду Тумбса на штурм позиций противника на возвышенности. Бригада наступала левее бригады Джорджа Андерсона. Измотанная маршами бригада не могла сохранить порядок и в итоге отступила с большими потерями. Генерал Хилл был очень недоволен Тумбсом, «где вы были, пока я пытался навести порядок в вашей бригаде?», спросил он его. Последовал обмен резкими выражениями, после чего Тумбс вызвал Хилла на дуэль. Хилл отказался, сославшись на законы военного времени.
Когда началась Северовирджинская кампания, Тумбс находился в Ричмонде и его бригадой временно командовал Генри Беннинг. Во время второго сражения при Булл-Ран он успел прибыть на поле боя 30 августа и возглавить свою бригаду.
Самым известным достижением в военной карьере Тумбса стало сражение при Энтитеме, где его бригада обороняла Рорбахский мост через Энтитем-крик. В 10:00 IX федеральный корпус начал наступление с целью выхода на фланг армии Ли, однако у моста он был остановлен 2-м и 20-м джорджианскими полками из бригады Тумбса. Эти два полка сумели задержать федеральный корпус почти на 3 часа. «Никогда ещё сила обороны вооружённой винтовками пехоты не была продемонстрирована столь ярко и убедительно: 400 человек, занявших удачную позицию, в течение трёх часов сдерживали натиск 13-тысячного корпуса, и тот оказался совершенно бессильным что-нибудь с этим сделать». Тумбс отступил только тогда, когда противник обошел его с фланга и когда его солдаты израсходовали почти все патроны. Но и взяв мост, федералы вынуждены были остановиться почти на час. «Остановка была, конечно, следствием стойкой обороны Тумбса. Когда дивизия Стерджиса переправилась через Энтитем, вдруг выяснилось, что она слишком измотана и расстреляла почти все свои заряды».
Характеризуя Тумбса как военного, Плезант Стовал писал:

Генерал Тумбс не имел военной подготовки, но обладал несколькими яркими свойствами, ценными для командира. Он был полон энергии и здравого смысла. Он был смелым, отчаянным и притягательным. Он был способен вдохнуть боевой дух в своих людей. Его острый ум охватывал все моменты кампании, а его интеллект был широким и подавляющим. … Генерал Лонгстрит говорил, что Тумбс имеет огненный взгляд и гениальные способности, но ему не хватает военной дисциплины.
Оригинальный текст (англ.)– General Toombs was not a trained soldier, but he had some fine points of a great commander. He was the soul of energy and common sense. He was bold, dashing, magnetic. He had the quality of infusing his spirit into his men. His quick mind seized the points of a campaign, and his intellect was broad and overmastering. ... General Longstreet said Toombs had the kindling eye and rare genius of a soldier, but lacked the discipline of a military man.. 
— Robert Toombs. Statesman, Speaker, Soldier, Sage
4 марта 1863 года Тумбс ушёл в отставку из армии (по утверждению многих исследователей — в связи с задержкой очередного воинского звания), предпринял неудачную попытку пройти в Сенат, затем занял должность адъютанта и генерального инспектора ополчения Джорджии в боях за Атланту, в частности — 20 июля 1864 года в битве у Пичтри Крик, то есть «у Персикового ручья».
Оставив армию, Тумбс настолько яростно критиковал администрацию Дэвиса, что порой вызывал против себя обвинения в измене. 10 июля 1863 года газета «Нью-Йорк Таймс» опубликовала отчёт о выступлении Тумбса в городке Спартс (Джорджия) с речью о положении Конфедерации, в которой он подверг критике Акт о призыве на военную службу (поскольку тот нарушал конституционное право штатов набирать ополчение и право ополчения выбирать офицеров); Налоговый акт Конфедерации (в особенности за предусмотренное в нём положение о натуральном налоге); перенос финансовых обязательств Конфедерации по её облигациям на уровень штатов; закон об особом положении (поскольку, по мнению Тумбса, Конституция давала правительству достаточно полномочий для эффективного управления в военное время).
По окончании боевых действий военный министр Эдвин Стэнтон отдал специальный приказ об арестах видных деятелей Конфедерации, во исполнение которого были схвачены бывший президент Джефферсон Дэвис и бывший вице-президент Александр Стивенс, а 14 мая 1865 года в дом Тумбса в городе Вашингтоне (округ Уилкс, Джорджия) прибыл небольшой отряд генерала Уайльда с намерением задержать бывшего госсекретаря и генерала, но тот сумел бежать сначала из своего дома, затем из страны.

## «Неперестроившийся мятежник»
Через Кубу он добрался до Великобритании и Франции, где прожил некоторое время и в 1867 году через Канаду вернулся в США. Здесь ему пришлось начинать жизнь заново, поскольку многие традиционные устои Юга были разрушены. По воспоминаниям одного из рабов плантатора, Алонзы Фэнтроя Тумбса, никто из них не оставил плантацию после капитуляции Юга, более того — Тумбс выделил каждому из них участок земли, мула и жильё.
Проводившаяся в тот период федеральными властями в южных штатах политика Реконструкции предполагала для бывших деятелей Конфедерации прохождение определённой процедуры реабилитации. Отказавшись обратиться к президенту за помилованием и принести клятву верности правительству США, Тумбс до самой смерти так и не восстановил своего американского гражданства, в силу чего не мог занимать выборные должности. Известен его хрестоматийный ответ на предложение обратиться к президенту: «Я не сделал ничего, за что следует просить прощения, и я ещё не простил их!» Он вновь занялся адвокатской практикой, доведя свой капитал до 500 тыс. долларов. В 1872 году он участвовал в конвенте Демократической партии в Джорджии, выступая в поддержку кандидатуры Хораса Грили на пост президента США. В 1874 году он начал свою «железнодорожную войну» против введённого в этом году особого режима налогообложения железных дорог, в 1877 году на очередном Демократическом конвенте Джорджии он провёл резолюцию о порядке контроля за железнодорожными тарифами, впоследствии учтённую в новом законе. Также принял участие в подготовке конституции Джорджии 1877 года. Умер 15 декабря 1885 года.

## Увековечение памяти
15 декабря 1985 года, спустя ровно 100 лет после смерти Тумбса, решением Генеральной ассамблеи Джорджии в городе Афины на территории кампуса университета Джорджии установлен памятный знак на том месте возле часовни, где исключённый из университета в 1827 году юный Роберт произнёс страстную речь у дуба, который, согласно легенде, спустя десятилетия сгорел от удара молнии в день смерти состарившегося оратора.
В городе Вашингтон (округ Уилкс, Джорджия) действует дом-музей Тумбса, надпись на туристическом указателе перед которым начинается со слов: «Это был дом Роберта Тумбса — плантатора, юриста и выдающегося государственного деятеля Юга».
Округ Тумбс штата Джорджия образован в 1905 году и назван в память о Тумбсе.
В городе Лайонс, Джорджия (административный центр округа Тумбс) существует Христианская академия имени Роберта Тумбса.
Округ Уилкин штата Миннесота изначально был образован 8 марта 1858 года под названием «округ Тумбс» в честь сенатора Роберта Тумбса, в 1863 году переименован в «округ Энди Джонсон», и только 6 марта 1868 года обрёл своё нынешнее наименование.